# Cantonul Lyon-V
Cantonul Lyon-V este un canton din arondismentul Lyon, departamentul Rhône, regiunea Rhône-Alpes, Franța.